# Astilbe rivularis
Astilbe rivularis là một loài thực vật có hoa trong họ Saxifragaceae. Loài này được Buch.-Ham. ex D.Don miêu tả khoa học đầu tiên năm 1825.